# Oriole Records (Reino Unido)
Oriole Records fue la primera compañía discográfica británica, fundada en 1925 por la compañía con sede en Londres, Levy, la cual era dueña de una filial de grabaciones en gramófono llamada Levaphone Records.

## Historia
La familia Levy fundó una tienda de discos que también vendía bicicletas y máquinas de coser en la calle 19 High Street en Whitechapel, y más tarde se trasladó a la calle 139 High Street. Oriole grabó música popular en Inglaterra, y también emitió material de Vocalion Records de los Estados Unidos durante mayo y junio de 1927. El sello original fue interrumpido en 1935.
Jacques Levy produjo grabaciones a partir de 1931 en los estudios en West End, Londres, donde permanecieron hasta 1937, cuando se mudaron con los ingenieros Ted Sibbick y Bill Johnson, construyendo en lo que alguna vez había sido una galería de arte. En 1949, se separaron el trabajo y el sello con Oriole Records Ltd, con Levy mudándose a una fábrica en Aston Clinton, cerca de Aylesbury. Desde 1938 o 1939, David Morris Levy vivió cerca del lugar hasta su muerte en 1971, y también mantuvo una residencia en Birchington, Kent.
El propietario, David Morris Levy, y su hermano Jacques (sin relación con su homónimo de Roulette Records), revivieron el sello Oriole en 1950. Durante algunos años (hasta 1955) Oriole tenía la licencia exclusiva del Reino Unido para las producciones del sello estadounidense Mercury Records, con lanzamientos de artistas como Frankie Laine, Vic Damone y Patti Page. Esas versiones aparecieron por primera vez en el sello Oriole, y más tarde en Mercury.

### Primeros éxitos
Oriole consiguió algunos éxitos locales a finales de 1950 y principios de 1960, incluyendo la versión de "Freight Train" de Chas McDevitt Skiffle Group (con Nancy Whiskey en la voz); "Like I Do" de Maureen Evans (basado en la misma música que "Hello Muddah, Hello Fadduh" de Allan Sherman y el mayor éxito del sello), y "We Will Make Love" de Russ Hamilton, el cual alcanzó el número 2 en la lista de sencillos del Reino Unido, y el lado B ("Rainbow") alcanzó el número 4 en Billboard Hot 100 de Estados Unidos. El sello también tuvo éxitos con canciones de sellos europeos, en particular con la grabación original de "Volare" de Domenico Modugno y grabaciones del grupo instrumental sueco Spotnicks. En la década de 1960, Oriole licenció varias producciones de Joe Meek, realizadas por los Dowlands, Alan Klein y Screaming Lord Sutch. También distribuyó varios éxitos estadounidenses de Columbia Records en Estados Unidos.

### Embassy Records
Oriole también produjo versiones de los éxitos del momento, los cuales eran lanzados en su sello Embassy, vendido exclusivamente en las tiendas Woolworths. El repertorio consistía en versiones de éxitos pop británicos de la época a precio reducido, por primera vez lanzados en noviembre de 1954. Uno de esos lanzamientos era una versión de "Blue Suede Shoes" de Don Arden (padre de Sharon Osbourne), que hizo todo lo posible para hacerse pasar por Elvis Presley. Más tarde se incluyeron cobertura de sesiones de futuras estrellas como Elton John (entonces cantando como Reg Dwight).

## Adquisición por Columbia
La compañía discográfica Oriole tenía dos fábricas, una situada en Aston Clinton y otra en Colnbrook. Duraron hasta el 21 de septiembre de 1964, cuando fue comprada por la cadena CBS, propietaria de American Columbia Records, que buscaba establecer su propia planta de fabricación en el Reino Unido. El resultado fue CBS Records, y con su creación, el sello Oriole fue desapareciendo. La compañía fue oficialmente renombrada como CBS Records en 1965. David Morris Levy originalmente se quedó como director general, pero rompió todos los lazos con CBS en 1967.
Los hijos de David Morris Levy, John Jacob, un abogado de Nicholas Morris en Londres, y Edward Frederick, director del Chelsea Music Publishing de Londres, siguen activos en la industria de la música.